# Zöld Párt (Szerbia)
A Zöld Párt (szerbül Zelena Stranka) egy szerbiai baloldali, szlovák kisebbégi és környezetvédő politikai párt. 2014-ben alapították meg, elnöke Goran Čabradi. Székháza Újvidéken található.
A párt az Új Párttal indult közös listán a 2020-as szerbiai parlamenti választáson.